# Lepidochitona hartwegii
Lepidochitona hartwegii är en blötdjursart som först beskrevs av Carpenter 1855.  Lepidochitona hartwegii ingår i släktet Lepidochitona och familjen Ischnochitonidae. Inga underarter finns listade i Catalogue of Life.